# Pierre Kanstrup
Pierre Kanstrup (født 21. februar 1989 i Storkøbenhavn) er en tidligere dansk fodboldspiller.

## Karriere

### Brøndby IF
Pierre Kanstrup startede sin karriere i Brøndby IF, hvor han blev rykket op i A-truppen den 1. august 2008 fra U-20 truppen. Umiddelbart efter at være rykket op i Brøndbys A-trup skrev Kanstrup en 3 årig kontrakt med klubben.
I foråret 2010 blev Kanstrup udlejet til 1. divisionsklubben Lyngby BK, hvor han havde udsigt til mere spilletid end i Brøndby IF. Det blev dog ikke den store spillemæssige succes for forsvarsspilleren, der måtte nøjes med at blive skiftet ind i 6 kampe for Lyngby.

### Brønshøj BK
Da der ikke var udsigt til meget spilletid i Brøndby blev Kanstrup i foråret 2011 udlejet til 1. divisionsklubben Brønshøj BK. Da lejeaftalen udløb i sommeren 2011, udløb også Kanstrups kontrakt med Brøndby IF, hvorefter han skrev en permanent aftale med Brønshøj gældende for sæsonen 2011/12. Herefter forlængede han sin aftale med Brønshøj for endnu en sæson, men det blev dog ikke til mange kampe i sæsonen, da han kort inde i sæsonen blev hentet til 1. divionskonkurrenterne fra FC Fredericia. Kanstrup nåede at være anfører i sin sidste tid i klubben.

### FC Fredericia
Kort inde i sæsonen 2011/12 blev Kanstrup hentet til 1. divisionsklubben FC Fredericia. Efter blot en halvsæson i FC Fredericia blev Kanstrup kåret til efterårets spiller af klubbens fans i en internetafstemning.

### SønderjyskE
Den 30. januar 2014 valgte FC Fredericia at leje deres profil ud til Superliga-klubben SønderjyskE. Pierre Kanstrup fik sin debut i SønderjyskEs 4-0 sejr ude mod FC Vestsjælland, hvor han startede inde på den centrale forsvarsposition.
Den 11. juni 2014 skiftede Kanstrup til SønderjyskE permanent og skrev en treårig kontrakt. I juli 2015 blev han udnævnt som ny anfører for klubben, da både Henrik Hansen og viceanfører Niels Lodberg havde forladt klubben.

### AGF
Den 11. juni 2017 skiftede Kanstrup til AGF på en toårig kontrakt.
Han fik sin officielle debut for AGF den 14. juli 2017 i 1. spillerrunde af Superligaen 2017-18, da han startede inde og spillede alle 90 minutter i et 1-2-nederlag hjemme til AC Horsens. Han spillede efterfølgende de næste 14 kampe i efteråret 2017, alle fra start og med fuld spilletid. Han scorede sit første mål for AGF i Superligaen til 1-1 i det 17. minut i en kamp, som AGF dog endte med at tabe 1-4 hjemme til FC Nordsjælland.
Efter blot et halvt år i klubben blev han i januar 2018 officielt udnævnt som ny anfører for AGF som følge af Morten "Duncan" Rasmussens skifte væk fra AGF. I praksis ændrede dette valg ikke noget nævneværdigt, idet han ligeledes bar anførerbindet, når Duncan ikke var på banen i efteråret 2017. Han havde erfaring i denne rolle, idet han også i SønderjyskE var anfører. Valget af Kanstrup som ny anfører blev af cheftræner David Nielsen betragtet som det naturlige valg. Han missede sin første kamp for AGF mod FC København den 4. marts 2018, men spillede herefter de resterende tolv kampe i sæsonen, således han i alt spillede 35 ud af 36 mulige kampe i sin debutsæson for AGF.

### Erzurumspor
Den 11. januar 2019 skiftede han til den tyrkiske klub Erzurumspor.

## Titler

### Klub
SønderjyskE
- Sydbank Pokalen: 2020